# Сентервілл (Техас)
Сентервілл (англ. Centerville) — місто (англ. city) в США, в окрузі Леон штату Техас. Населення — 905 осіб (2020).

## Географія
Сентервілл розташований за координатами 31°15′29″ пн. ш. 95°58′47″ зх. д. / 31.25806° пн. ш. 95.97972° зх. д. (31.258129, -95.979667).  За даними Бюро перепису населення США в 2010 році місто мало площу 4,40 км², уся площа — суходіл.

## Демографія
Згідно з переписом 2010 року, у місті мешкали 892 особи в 375 домогосподарствах у складі 217 родин. Густота населення становила 203 особи/км².  Було 460 помешкань (104/км²).
Расовий склад населення:
| - 77,7 % — білих - 15,1 % — чорних або афроамериканців - 0,3 % — азіатів - 0,2 % — корінних американців - 2,6 % — осіб інших рас |

До двох чи більше рас належало 4,0 %. Частка іспаномовних становила 6,2 % від усіх жителів.
За віковим діапазоном населення розподілялося таким чином: 20,6 % — особи молодші 18 років, 57,5 % — особи у віці 18—64 років, 21,9 % — особи у віці 65 років та старші. Медіана віку мешканця становила 45,2 року. На 100 осіб жіночої статі у місті припадало 91,0 чоловіків;  на 100 жінок у віці від 18 років та старших — 83,9 чоловіків також старших 18 років.
Середній дохід на одне домашнє господарство  становив 53 724 долари США (медіана — 39 063), а середній дохід на одну сім'ю — 64 491 долар (медіана — 60 833). За межею бідності перебувало 19,5 % осіб, у тому числі 36,8 % дітей у віці до 18 років та 15,4 % осіб у віці 65 років та старших.
Цивільне працевлаштоване населення становило 328 осіб. Основні галузі зайнятості: освіта, охорона здоров'я та соціальна допомога — 20,4 %, науковці, спеціалісти, менеджери — 13,4 %, мистецтво, розваги та відпочинок — 11,9 %, роздрібна торгівля — 10,7 %.